# Mean Mary
Mary James (Geneva, Alabama, 22 de marzo de 1980), conocida por su nombre artístico Mean Mary, es una cantante, compositora, multiinstrumentista, novelista y productora estadounidense. Ha sido descrita como: "tiene la habilidad única de mezclar una variedad de estilos musicales, que atrae a un público amplio" y su infancia ha sido descrita como "una vida nómada que podría haber sido extraída de una novela de aventuras"

## Biografía
Mean Mary nació el 22 de marzo de 1980, en Geneva, Alabama, la menor de seis hijos. Podía leer música antes de leer palabras y escribir canciones originales a los cinco años. Después de grabar su primera canción original (y tema musical), "Mean Mary from Alabam", a los seis años, la canción se hizo pública y fue entonces cuando la prensa le dio el nombre de Mean Mary.
De 1986 a 1989, fue una habitual en Country Boy Eddie Show en WBRC-TV en Birmingham, Alabama.
El 14 de febrero de 2003, sufrió un accidente automovilístico golpeándose contra el parabrisas, a consecuencia de este accidente su cuerda vocal derecha quedó paralizada con pocas esperanzas de recuperación. Actuó solo como instrumentista durante el año siguiente hasta que en 2004 un especialista le informó que había una ligera evolución en la cuerda vocal, siendo posible una recuperación completa.

## Carrera
Mean Mary realiza numerosas giras por los EE. UU. y ha actuado en Canadá, Reino Unido, Irlanda y el resto de Europa. Los lugares y eventos han incluido The NAMM Show Alberta Rose Theatre The Triple Door The Trumbull County Antique Tractor Show The Atkinson y Folk Alliance International. En 2018, Mean Mary apareció en The Red Jacket Jamboree, un antiguo programa de variedades de radio grabado en el histórico Teatro Calumet y distribuido por PRX. 
Ha intervenido en muchos programas de radio de la BBC, incluyendo The John Toal Show BBC Radio Ulster, donde interpretó en vivo su canción original "Born to Be That Woman". El programa se reprodujo más tarde como lo más destacado del año.
Apareció en la portada de mayo de 2016 del Banjo Newsletter.

## Discografía
Mean Mary ha publicado varios álbumes de estudio en solitario con géneros que incluyen country, folk y americana. Además, cooperó con otros artistas como su hermano Frank en otros dos álbumes.

### Álbumes solistas
- Woman Creature (Portrait of a Woman, Pt. 2). (2024)

1: Revenge. 2: Woman Creature. 3: Oh Jane. 4: Tarzan. 5: Mr. What A Catch I Am. 6: Murder Creek. 7: Portrait of a Woman. 8: Frozen Strings. 9: Sweet Spring. 10: Bring Down the Rain.
- I'd Rather Be Merry. (2023)

1: I Saw Three Ships. 2: Cardboard Box. 3: Jingle Bells. 4: Snowy. 5: Deck the Halls. 6: I'd Rather Be Merry. 7: The Holly And The Ivy. 8: O Holy Night. 9: God Rest Ye Merry Gentlemen. 10: Here We Come A-Caroling. 11: It Came Upon A Midnight Clear. 12: Ding Dong Day.
- Portrait of a Woman, Pt. 1 (2022)

1: Cranberry Gown. 2: Bridge Out. 3: Merry Eyes. 4: A Kiss Can Hide Two Faces. 5: No Man's Land. 6: Only Time To Pray. 7: Big Tour Bus. 8: Bette Come Back. 9: Old Banjo. 10: Butterfly Sky. 11: Clouds Roll By.
- Alone (2020)

1: Come Along. 2: Nine Pound Hammer. 3: Another Barefoot Day. 4: What About Today. 5: Big Tour Bus. 6: Sparrow Alone. 7: I Can Be Brave. 8: Little Cindy. 9: Breathless. 10: We Never Hear the Song.
- Cold (2019)

1: I Fell into the Night. 2: Rainy Day. 3: Dark Woods. 4: Cold (House by the Sea). 5: Snow Falling. 6: Sad November Breeze. 7: Friend I Never Had. 8: Quoth the Mockingbird. 9: April in December. 10: Sparrow. 11: Forevermore.
- Blazing (Hell Is Naked Soundtrack) (2017)

1: Harlequin. 2: Rainy. 3: Lights, Gun, Action. 4: Sugar Creek Mountain Rush. 5: Rock of Ages. 6: La La Hoopla La. 7: Blazing. 8: Gone. 9: Hell Is Naked. 10: I Face Somewhere.
- Sweet (2016)

1: Sunshine. 2: Born to Be That Woman. 3: Trumbull County Antique Tractor Show. 4: Sweet. 5: Voice from a Dream. 6: Methinks I See Thee Jane. 7: I Walk with Amazing Grace. 8: Rainbow Reef. 9: Bad Ol' John. 10: Lift Your Head. 11: Sweet Pickin' Balm (Medicine Show). 12: My Own Sweet Time. 13: Brand New Day. 14: Sunshine (Reprise).
- Year of the Sparrow (2013)

1: Wherefore Art Thou, Jane?. 2: Iron Horse. 3: Sierra Leone. 4: Dance of the Thistledown. 5: Death and the Maiden. 6: The Sparrow and the Hawk. 7: Memphis Moon. 8: The Safebreaker's Daughter. 9: Good Time Gal. 10: Sweet Jezebel.
- Walk a Little Ways With Me (2010)

1: Big Red Barn. 2: Shepherd's Hill. 3: Rose Tattoo. 4: Where Were You. 5: Fugitive. 6: Ballad of the Wildwood. 7: Walk a Little Ways With Me. 8: Choctawhatchee Waltz. 9: Joy. 10: Rough Road Ahead.

### Álbumes de estudio con otros artistas
- Down Home (1 de agosto de 2006, Woodrock Records), Mean Mary, Frank James

1: Goober Peas. 2: Virginia Reel Medley. 3: Shenandoah. 4: Oh Susanna. 5: Garryowen. 6: Yellow Rose of Texas. 7: Scarborough Fair. 8: Down Home. 9: Rose of Alabamy. 10: How Firm A Foundation. 11: Dixie.
- Thank You Very Much (25 de abril de 2006, CD Baby, WoodRock): Mean Mary, Jamestown

1: Sugar Creek Mountain. 2: Penny Larue. 3: I've Been Down. 4: Pink Carousel. 5: Low Side of Town. 6: You Broke It in Four. 7: Fields of Glory. 8: Orange Blossom Special. 9: Satin Skirt & Dancin' Shoes. 10: Casting Stones. 11: One Last Dance. 12: Thank You Very Much.

### Sencillos
- Wild Dreams. (2021, Mean Mary)

Wild Dreams, 4:12.
- It Came Upon a Midnight Clear. (2020, Mean Mary)

1: It Came Upon a Midnight Clear, 4:28
- Sea Red, Sea Blue. (2014, Mean Mary)

1: Sea Red, Sea Blue, 5:12.
- Ding Dong Day. (2008, Mean Mary)

1: Ding Dong Day, 3:43.

## Obras literarias
Como escritora, Mary James ha publicado varias novelas de misterio junto con su madre Jean, así como un devocional y un libro de música para banyo y guitarra.

### Ficción
- Jean James; Mary James (2019). Sparrow Alone on the Housetop (en inglés) (2 edición). WoodRock Hous. p. 272. ISBN 978-098-486-058-6.
- James James; Jean James; Mary James (2017). Hell Is Naked (en inglés). WoodRock House. pp. 250. ISBN 978-098-486-056-2.
- Jean James; Mary James (2016). Methinks I See Thee, Jane (en inglés). WoodRock House. p. 200. ISBN 978-098-486-054-8.
- Jean James; Mary James (2014). Sea Red, Sea Blue (en inglés). Pelican Book Group. p. 218. ISBN 978-161-116-327-8.
- Jean James; Mary James (2013). Wherefore Art Thou, Jane? (en inglés). WoodRock House. p. 176. ISBN 978-098-486-052-4.

### Otros
- James, Jean; James, Mary; James, Frank (2013). God Knew There Would Be a Today. WoodRock House. ISBN 978-0-984-860517. Christian devotional literature.
- James, Mary; James, Frank (2012). The Sparrow and The Hawk – 8 New Songs For The 5-String Banjo. WoodRock House. ISBN 978- 0-984-860500. Tablature book and DVD.